# The Blacksmith
The Blacksmith és un curtmetratge de comèdia estatunidenc de 1922 co-escrit, codirigit i protagonitzat per Buster Keaton. Buster fa d'ajudant de ferrer del gran treballador interpretat per Joe Roberts, amb resultats previsibles.

## Repartiment
- Buster Keaton com a ajudant de ferrer
- Joe Roberts com a ferrer
- Virginia Fox com a cavallera

## Versions alternatives
El juny de 2013, el col·leccionista, comissari i historiador de cinema argentí Fernando Martín Peña (que abans havia descobert la versió completa de  Metropolis) va descobrir una versió alternativa d'aquesta pel·lícula, una mena de remake l'últim rodet del qual difereix completament de la versió coneguda anteriorment. Des d'aleshores els historiadors del cinema han trobat evidències que la versió de The Blacksmith que Peña va descobrir era una reedició substancial realitzada mesos després de completar la fotografia principal i una projecció prèvia a Nova York. Ara creuen que la versió redescoberta va ser el tall final de Keaton destinat a una àmplia distribució.
Després del descobriment de Peña, una tercera versió de la pel·lícula, amb almenys una escena que no apareix en cap de les altres dues, es va trobar a la col·lecció de l'antic distribuïdor de pel·lícules Blackhawk Films.